# Aerenicella spissicornis
Aerenicella spissicornis är en skalbaggsart som först beskrevs av Bates 1881.  Aerenicella spissicornis ingår i släktet Aerenicella och familjen långhorningar.
Artens utbredningsområde är Uruguay. Inga underarter finns listade i Catalogue of Life.